# Cristina Ene
Cristina Ene (* 18. Dezember 1995) ist eine rumänische Tennisspielerin.

## Karriere
Ene begann mit sechs Jahren das Tennisspielen und bevorzugt Sandplätze. Sie gewann bisher drei Einzel- und fünf Doppeltitel auf der ITF Women’s World Tennis Tour.
Ihr erstes Turnier auf der WTA Tour spielte sie 2014 mit einer Wildcard für die Qualifikation zu den BRD Bucharest Open. Sie verlor aber bereits in der ersten Runde gegen Daniela Seguel mit 4:6 und 2:6.
In der deutschen Tennis-Bundesliga spielte Ene 2017 für den TC Weiß-Blau Würzburg.
Ihr bislang letztes internationale Turnier spielte Ene im November 2019. Sie wird daher nicht mehr in der Weltrangliste geführt.

## Turniersiege

### Einzel
| Nr. | Datum             | Turnier    | Kategorie   | Belag | Finalgegnerin        | Ergebnis      |
| --- | ----------------- | ---------- | ----------- | ----- | -------------------- | ------------- |
| 1.  | 29. Juni 2014     | Bukarest   | ITF $10.000 | Sand  | Cristina Dinu        | 6:4, 6:3      |
| 2.  | 18. Dezember 2016 | Casablanca | ITF $10.000 | Sand  | Oana Georgeta Simion | 6:3, 6:2      |
| 3.  | 26. August 2018   | Bukarest   | ITF $15.000 | Sand  | Alexandra Damaschin  | 6:4, 1:6, 6:1 |

### Doppel
| Nr. | Datum            | Turnier  | Kategorie   | Belag     | Partnerin            | Finalgegnerinnen                         | Ergebnis         |
| --- | ---------------- | -------- | ----------- | --------- | -------------------- | ---------------------------------------- | ---------------- |
| 1.  | 21. März 2015    | Antalya  | ITF $10.000 | Hartplatz | Ioana Loredana Roșca | Kamila Kerimbajewa Aljona Sotnykowa      | 6:2, 6:3         |
| 2.  | 1. Juli 2017     | Bukarest | ITF $15.000 | Sand      | Alexandra Perper     | Elena Bogdan Miriam Bianca Bulgaru       | 4:6, 6:3, [10:4] |
| 3.  | 3. Februar 2018  | Antalya  | ITF $15.000 | Hartplatz | Elena Bogdan         | Haruna Arakawa Kim Da-bin                | 6:4, 6:3         |
| 4.  | 11. August 2018  | Arad     | ITF $15.000 | Sand      | Ioana Loredana Roșca | Ioana Gașpar Camelia-Elena Hristea       | 6:3, 6:4         |
| 5.  | 17. Februar 2019 | Monastir | ITF W15     | Hartplatz | Miriam Bulgaru       | Andrea Lázaro García Despina Papamichail | 6:3, 7:65        |